# Carlos Brito (político comunista)
Carlos Alfredo de Brito GCIH • GOL (Lourenço Marques, 9 de fevereiro de 1933) é um escritor e político português.

## Biografia
Vindo de Moçambique, instalou-se com a família em Portugal, mais precisamente em Alcoutim, com apenas três anos de idade, em 1936. Por volta dos 17 anos mudou-se para Lisboa, frequentando o Instituto Comercial, hoje ISCAL.
Com a mesma idade de 17 anos Carlos Brito aderiu ao MUD Juvenil, corria o ano de 1951. Um par de anos mais tarde estava nas fileiras do Partido Comunista Português.
Nos anos 1950 encontra-se colaboração da sua autoria na revista da Associação Académica da Faculdade de Direito da Universidade de Lisboa, Quadrante, iniciada em 1958.
Perseguido pela sua atividade como militante comunista, seria preso três vezes, cumprindo um total de oito anos de cárcere, nas cadeias do Aljube, Caxias e Peniche, onde foi duramente torturado. Liberto em 1966, passou a assumir na clandestinidade, enquanto funcionário do PCP, a responsabilidade por diversas ações de propaganda contra o regime. EM 1967 chegava à direção do partido e, na década de 1970, evidenciava-se como um dos seus operacionais no ramo militar, tendo um papel especial na mobilização do partido para o golpe de 25 de abril de 1974.
Em 1975 foi eleito deputado à Assembleia Constituinte, para exercer de seguida, sem interrupções, o cargo de deputado à Assembleia da República, sucessivamente eleito nas legislaturas iniciadas em 1976, 1979, 1980, 1983, 1985 e 1987. Durante 15 anos foi presidente do Grupo Parlamentar do PCP. Em 1980 foi o candidato apoiado por esse partido a Presidente da República, mas abdicaria em prol de Ramalho Eanes, que defrontava o candidato apoiado pela Aliança Democrática, António Soares Carneiro. Entre 1992 e 1998 foi diretor do jornal Avante!.
Assumindo ao longo dos anos o papel de membro histórico do Partido Comunista, em meados da década de 1990 Carlos Brito insurge-se contra o rumo rigidamente marxista-leninista do PCP, tornando-se o protagonista dos chamados renovadores do partido. Em virtude da sua contestação seria suspenso pelo Comité Central em 2002 e depois, autossuspendeu-se, em 2003
Também em 2003 foi um dos fundadores da Associação Política Renovação Comunista de que é, desde então, dirigente e porta-voz. Nas presidenciais de 2006 apoiou o candidato independente Manuel Alegre. Em 2015 aplaudiu o acordo entre o PS, PCP, BE e PEV que deu sustentação parlamentar à investidura do XXI Governo Constitucional, do primeiro-ministro António Costa. Em entrevista à TSF, considerou esse governo «a sua segunda maior alegria política», logo a seguir ao 25 de Abril e, em entrevista ao Diário de Notícias, afirmou: «é o mais importante acontecimento político das últimas décadas da democracia portuguesa».

### Condecorações
A 9 de Junho de 1997 foi agraciado com a Grã-Cruz da Ordem do Infante D. Henrique e, a 25 de Abril de 2004, com a Grande-Oficial da Ordem da Liberdade.

### Família
Foi casado com a também histórica ex-comunista Zita Seabra, da qual tem duas filhas, Ana e Rita de Seabra Roseiro de Brito. É casado, desde 1987, com Rosa Nunes Lopes Brito.

## Publicações

### Poesia
- Anotação dos Dias, poemas da prisão, 1994
- Voz Ocasional, 1997
- Saudades de Alcoutim, 1998
- O Modo e os Lugares, 2004
- Anotação dos Dias, poemas da prisão, 1994
- Manhã Interdita, 2011

### Prosa
- Tempo de Subversão, 1998
- Vale a Pena ter Esperança, 1999
- A Páginas Tantas, 2000
- Águas do Meu Contar, 2002
- 25 Anos que mudaram o Algarve, 2005
- Álvaro Cunhal - Sete Fôlegos do Combatente, 2010
- Páginas Vividas da Resistência, 2011
- As Três Mortes do Lobisomem e outras Rebeldia, 2015
- Cadeia do Forte de Peniche – Como foi Vivida, 2016